# إريك سوليفان
إريك سوليفان (بالإنجليزية: Erik Per Sullivan )‏ (و. 1991 – م) هو ممثل، وممثل تلفزيوني، ولاعب تايكوندو، من الولايات المتحدة الأمريكية، ولد في ورسستر، ماساتشوستس.

## التعليم
تعلم في جامعة جنوب كاليفورنيا.

## وصلات خارجية
- إريك سوليفان على موقع IMDb (الإنجليزية)
- إريك سوليفان على موقع روتن توميتوز (الإنجليزية)
- إريك سوليفان على موقع ألو سيني (الفرنسية)
- إريك سوليفان على موقع أول موفي (الإنجليزية)
- إريك سوليفان على موقع قاعدة بيانات الأفلام السويدية (السويدية)
- إريك سوليفان على موقع إن إن دي بي (الإنجليزية)
- إريك سوليفان على موقع قاعدة بيانات الفيلم (الإنجليزية)
- إريك سوليفان على موقع كينوبويسك (الروسية)